# 苏格兰裔阿根廷人
苏格兰裔阿根廷人指的是拥有苏格兰血统的阿根廷公民或长期居住在阿根廷的生于苏格兰的人，据估计，该族群最晚现于1825年。苏格兰裔阿根廷人经常被人误以为是祖籍英格兰的人。

## 历史
阿根廷史上第一位女性医学博士塞西莉亚·格里尔森就拥有苏格兰血统。阿根廷国内有两座由苏格兰移民建立的学校：圣安德鲁苏格兰人学校（始于1838年）、巴尔莫勒尔学院（始于1959年）。阿根廷职业足球俱乐部道格拉斯黑格競技會的名字来源于苏格兰军事家第一代黑格伯爵道格拉斯·黑格。
据信阿根廷总统胡安·多明戈·庇隆的父系氏族中也有苏格兰血统，他的曾祖母Ann Hughes McKenzie的祖籍就是苏格兰。

### 为阿根廷带来现代足球
人称“阿根廷足球之父”的体育教师亚历山大·沃森·赫顿（Alexander Watson Hutton）来自苏格兰格拉斯哥，在1880年代早期于布宜诺斯艾利斯的圣安德鲁苏格兰人学校教学生踢足球。1884年2月4日，赫顿创建了布宜诺斯艾利斯英格兰人高中，继续向学生教授足球技术。1891年，赫顿创立了不列颠群岛以外的第一个足球联赛“阿根廷足球联赛”，参与赛事的共有五家俱乐部，但这项赛事只进行了一个赛季便告终止。
赫顿的儿子阿诺德·沃森·赫顿（1886-1951）出生在布宜诺斯艾利斯，在阿根廷足球国家队中司职前锋，还曾为阿根廷国家板球队、网球队以及水球队效力。